# 鮑繼文
鲍继文（1467年—？），字伯正，山东兖州府曲阜县人，官籍，明朝政治人物。

## 生平
成化二十二年（1486年）丙午科山東鄉試第二十四名舉人。弘治十二年（1499年）中式己未科會試第五十六名，三甲第一百二名進士。授户部主事，升郎中，出为大同府知府，十六年（1521年）正月升河南右参政，嘉靖五年（1526年）冬赴京中途，引疾乞休，十一月升太仆寺少卿致仕。

## 家族
曾祖鲍藻，贈指挥佥事；祖鲍珣，指挥同知；父鲍克敏，知县。母孫氏。严侍下。弟继元、继武、继贤、宗仁、继亨。